# 金沢八景大橋
金沢八景大橋（かなざわはっけいおおはし）は、神奈川県横浜市金沢区の海の公園と八景島の間に架かる橋である。国道357号柴航路橋、歩行者専用のマリンゲートとともに八景島と対岸を結ぶ橋の一つで、金沢シーサイドライン八景島駅から横浜・八景島シーパラダイスへのメインルートとなる。

## 構造
金沢地先埋立事業により造成される八景島へ渡る3本の橋のうち、1982年11月に最初に竣工した。景観を考慮し、曲線を多用したデザインが採られた。斜張橋や吊り橋の主塔を思わせる照明灯のデザインが特徴的であるが、橋梁構造は桁橋である。かつての金沢八景の一つである「乙艫帰帆」の近くに位置することから「金沢八景大橋」と命名され、欄干には八つの名所を描いたパネルが取り付けられている。1991年にはかながわの橋100選に選定された。道路橋であるが、島内は一般車両の進入ができないため、車両の通行は関係車両に限られる。

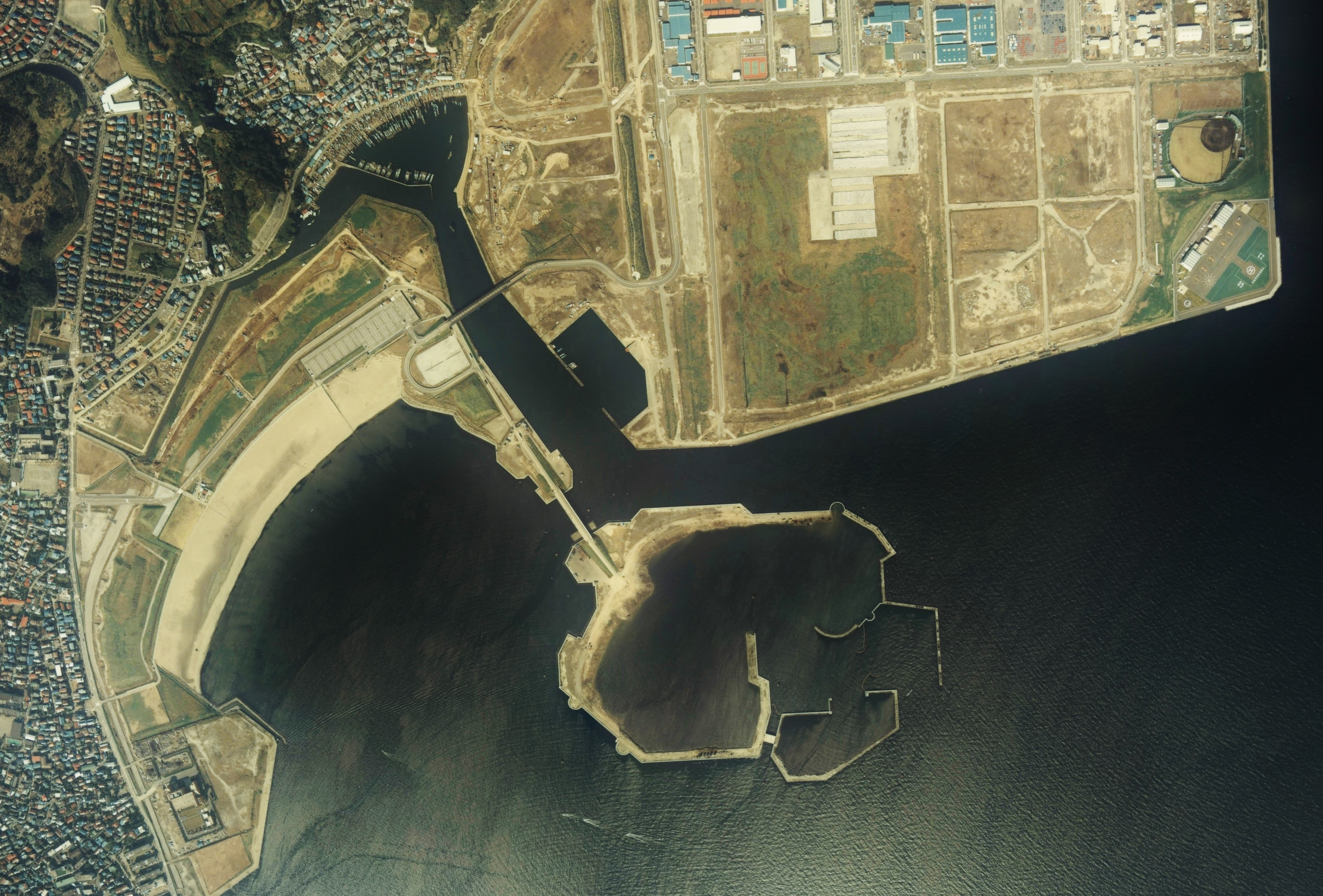
1983年の空撮写真。海の公園東側の突端と八景島（埋立中）の間に架かるのが金沢八景大橋